# Konsensprinzip
Das Konsensprinzip ist ein Weg zur Entscheidungsfindung in einer Gruppe. Entscheidungen werden dabei ohne Gegenstimme getroffen; anders als beim Einstimmigkeitsprinzip ist jedoch eine Stimmenthaltung oder Nichtbeteiligung an der Abstimmung möglich. Das Konsensprinzip ist im allgemeinen Sprachgebrauch eine Alternative zum Mehrheitsprinzip. Als juristischer Begriff findet sich Konsensprinzip im deutschen Sachenrecht.

## Allgemeiner Begriff
Entscheidungen im Konsens verlangen oft keine ausdrückliche Zustimmung, vertragen sich aber auch nicht mit offener Ablehnung. Alle Gruppenmitglieder müssen einverstanden sein, oder bereit sein, ihre abweichende Meinung bzw. ihre Bedenken gegen die zu treffende Entscheidung aufzugeben oder zurückzustellen. Sie tragen dann die Entscheidung trotz ihrer Bedenken mit.
Vom Konsensprinzip zu unterscheiden ist das Kollegialitätsprinzip, bei dem die Entscheidungen intern nach dem Mehrheitsprinzip getroffen, aber nach außen mit einer Stimme vertreten werden.

### Vor- und Nachteile
Der Vorteil des Konsensprinzips besteht darin, dass die Stimme jedes Einzelnen großes Gewicht hat und gehört werden muss. Das Konsensprinzip setzt eine hohe Verantwortlichkeit in der Gruppe voraus, weil sich jeder Abstimmende darüber bewusst sein muss, dass sein „Nein“ den Prozess blockiert. Er muss für sich abwägen, ob seine Gründe so wichtig sind, den Prozess zu stoppen, oder ob er seine Bedenken zurückstellt und die Entscheidung mittragen will.
Konsensuale Abstimmungen sind frei von offenen oder heimlichen Seilschaften, kaum personenorientiert und vom geschickten Einsatz rhetorischer Fähigkeiten unabhängig. Konsensentscheidungen zeichnen sich durch einen stark an der Sache selbst und am Gesamtziel orientierten Diskussionsstil aus. Die Prozesshaftigkeit der Entscheidungsfindung bekommt dadurch ein höheres Gewicht. Eine Gruppe, die sich auf ein Konsensprinzip einigt, muss ein großes gegenseitiges Vertrauen haben, trotz unterschiedlicher Meinungen am gleichen Ziel zu arbeiten.
Der Nachteil besteht vor allem in einer Diskussion, die sehr lange dauern kann. Das faktische Veto-Recht des Einzelnen kann – gleich aus welchen Gründen – einen Beschluss verhindern. Besonders Gruppen, die sich kaum kennen, sind schnell blockiert. Wenn jeder, der seine Interessen gewahrt haben will, nicht am Funktionieren der Gruppe interessiert ist, kann keine Entscheidung gefällt werden.

### Praxis
Das Konsensprinzip war die grundsätzlich und allgemein anerkannte Entscheidungsgrundlage in allen Bereichen der Alternativbewegung seit den 1970er Jahren. Ein 1973 gegründetes Projekt und bis heute auch basisdemokratisch organisiertes Wirtschaftsunternehmen – Oktoberdruck in Berlin – hat im Lauf seiner Betriebsgeschichte das Konsensprinzip differenziert. 
In den USA wurde das Konsensprinzip auf Anregung zweier Quäker 1975–1977 erstmals in großem Stil im Rahmen zweier gewaltfreier Bauplatzbesetzungen der Clamshell Alliance gegen das geplante Kernkraftwerk Seabrook angewendet. 1979 entwickelte die Berliner Graswurzel-Gruppe Klatschmohn, die vier Monate in den USA verbracht hatte, um dort mehr über gewaltfreie Aktionsmethoden und deren Prinzipien zu erfahren, zusammen mit anderen Gewaltfreien Aktionsgruppen für die Besetzung der Tiefbohrstelle 1004 im Mai 1980 in der Nähe von Gorleben im Wendland einen Aktionsplan, der sich eng an das Modell von Seabrook anlehnte und auch die Anwendung des Konsensprinzips vorsah.
Mitglieder des Netzwerkes attac, in welchem das Konsensprinzip ebenfalls praktiziert wird, sind im Großen und Ganzen der Ansicht, dass es sich durchaus bewähre. Darüber hinaus werden in vielen selbstverwalteten Projekten der Ökologiebewegung Entscheidungen nach dem Konsensprinzip getroffen.
Auch von internationalen Organisationen (z. B. OSZE, NATO, Europäischer Rat) sowie auf internationalen Konferenzen werden Entscheidungen nach dem Konsensprinzip gefällt.

## Sachenrecht
Die Grundbuchordnung schreibt vor, dass ein Recht nur in das Grundbuch eingetragen werden darf, wenn der von der Eintragung Betroffene (meist der Eigentümer) dies bewilligt hat (§ 19 GBO). Das Grundbuchamt prüft in der Regel nicht, ob das entsprechende Recht wirksam bestellt wurde, da davon ausgegangen wird, dass niemand ohne Rechtsgrund einer ihn belastenden Eintragung zustimmt. Man spricht davon, dass das Grundbuchamt nur das formelle Konsensprinzip zu beachten habe, da sich sowohl seine Prüfungspflicht als auch sein Prüfungsrecht nicht auf das materielle Recht erstrecken. Bei der Übertragung des Eigentums muss dem Grundbuchamt die Einigung über den Rechtsübergang (Auflassung) nachgewiesen werden (§ 20 GBO). Gleiches gilt bei der Übertragung oder Änderung eines Erbbaurechts. Das Grundbuchamt darf und muss die materiall-rechtliche Wirksamkeit prüfen und hat sich daher an das so genannte materielle Konsensprinzip zu halten.